# Tomáš Přikryl
Tomáš Přikryl (Olomouc, 1992. július 4. –) cseh korosztályos válogatott labdarúgó, a lengyel Jagiellonia Białystok középpályása.

## Pályafutása

### Klubcsapatokban
Přikryl a csehországi Olomouc városában született. Az ifjúsági pályafutását a helyi Sokol Velký Týnec csapatában kezdte, majd a Sigma Olomouc akadémiájánál folytatta.
2010-ben mutatkozott be a Sigma Olomouc felnőtt keretében. 2012-ben a Sparta Praha szerződtette. 2015-ben a Dukla Praha csapatát erősítette kölcsönben. 2016-ban a Mladá Boleslavhoz igazolt. 2019. július 3-án négyéves szerződést kötött a lengyel első osztályban szereplő Jagiellonia Białystok együttesével. Először a 2019. július 19-ei, Arka Gdynia ellen 3–0-ra megnyert mérkőzésen lépett pályára. Első gólját 2019. december 15-én, a Lechia Gdańsk ellen hazai pályán 3–0-ás győzelemmel zárult találkozón szerezte meg.

### A válogatottban
Přikryl az U19-es és az U21-es korosztályos válogatottakban is képviselte Csehországot.

## Statisztikák
2022. október 29. szerint
| Klub                  | Szezon   | Osztály     | Bajnokság | Bajnokság | Kupa és Ligakupa | Kupa és Ligakupa | Nemzetközi | Nemzetközi | Összesen | Összesen |
| Klub                  | Szezon   | Osztály     | Meccs     | Gól       | Meccs            | Gól              | Meccs      | Gól        | Meccs    | Gól      |
| --------------------- | -------- | ----------- | --------- | --------- | ---------------- | ---------------- | ---------- | ---------- | -------- | -------- |
| Jagiellonia Białystok | 2019–20  | Ekstraklasa | 31        | 2         | 1                | 0                | —          | —          | 32       | 2        |
| Jagiellonia Białystok | 2020–21  | Ekstraklasa | 18        | 2         | 0                | 0                | —          | —          | 18       | 2        |
| Jagiellonia Białystok | 2021–22  | Ekstraklasa | 28        | 6         | 1                | 0                | —          | —          | 29       | 6        |
| Jagiellonia Białystok | 2022–23  | Ekstraklasa | 13        | 1         | 1                | 0                | —          | —          | 14       | 1        |
| Összesen              | Összesen | Összesen    | 90        | 11        | 3                | 0                | 0          | 0          | 93       | 11       |

## Sikerei, díjai
Sparta Praha
- 1. Liga
  - Bajnok (1): 2013–14

- Cseh Kupa
  - Győztes (1): 2013–14

- Cseh Szuperkupa
  - Győztes (1): 2014

Mladá Boleslav
- Cseh Kupa
  - Győztes (1): 2015–16

## Fordítás
Ez a szócikk részben vagy egészben  a   Tomáš Přikryl című angol Wikipédia-szócikk fordításán alapul.  Az eredeti cikk szerkesztőit annak laptörténete sorolja fel. Ez a jelzés csupán a megfogalmazás eredetét és a szerzői jogokat jelzi, nem szolgál a cikkben szereplő információk forrásmegjelöléseként.